# Lacanobia decolor
Lacanobia decolor là một loài bướm đêm trong họ Noctuidae.